# Jolivet
Jolivet ist eine französische Gemeinde mit 889 Einwohnern (Stand 1. Januar 2022) im Département Meurthe-et-Moselle in der Region Grand Est; sie gehört zum Arrondissement Lunéville und zum Gemeindeverband Territoire de Lunéville à Baccarat.

## Geografie
Die Gemeinde Jolivet ist ein nördlicher Vorort der Stadt Lunéville am rechten Ufer der Vezouze. Nachbargemeinden von Jolivet sind Bonviller im Norden, Sionviller im Nordosten, Croismare im Osten, Chanteheux im Südosten sowie Lunéville im Süden und Westen.

## Bevölkerungsentwicklung
| Jahr      | 1962 | 1968 | 1975 | 1982 | 1990 | 1999 | 2011 | 2021 |
| Einwohner | 415  | 412  | 415  | 845  | 834  | 836  | 897  | 891  |

Im Jahr 1800 wurde mit 297 Bewohnern die bisher niedrigste Einwohnerzahl ermittelt. Die Zahlen basieren auf den Daten von cassini.ehess und INSEE.

## Sehenswürdigkeiten
- Kirche Mariä Himmelfahrt (Église de l’Assomption)

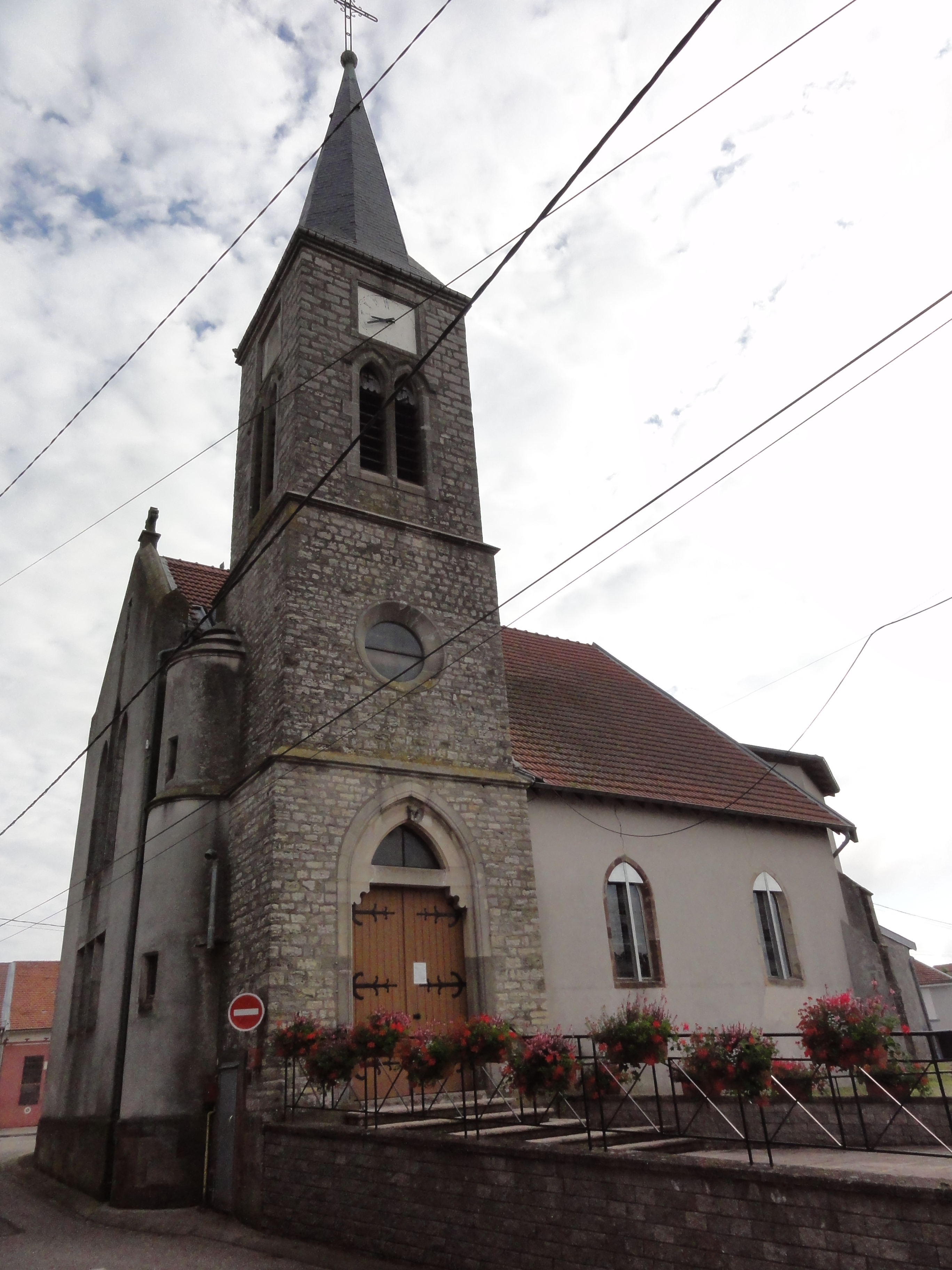
Kirche Mariä Himmelfahrt

## Wirtschaft und Infrastruktur
In der Gemeinde sind 13 Landwirtschaftsbetriebe ansässig (Obstanbau, Imkerei, Milchwirtschaft, Geflügelzucht).
Die nur zwei Kilometer entfernte Stadt Lunéville ist ein regionaler Straßen- und Bahnknotenpunkt.

## Belege
1. ↑  Jolivet auf cassini.ehess
2. ↑  Jolivet auf INSEE
3. ↑  Landwirtschaftsbetriebe auf annuaire-mairie.fr (französisch)